# إستريجة
إستَرِّيجة أو إستريجا أو (نقحرة: إيستاريجا) هي مدينة من مدن البرتغال. يبلغ عدد سكانها 26,997 نسمة وذلك حسب إحصائيات سنة 2011. تبلغ مساحتها 108.17 كم².

## أعلام
- فرانسيسكو أفونسو
- بيدرو رافاييل باربوسا سانتوس
- فريدي
- ريناتو سانتوس

## وصلات خارجية
- الموقع الرسمي